# أندي ثاير
أندي ثاير (بالإنجليزية: Andy Thayer)‏ هو ناشط سلام أمريكي، ولد في 1 مايو 1960.